# Face norte do Eiger

A face norte do Eiger, no Oberland Bernês, Suíça, é uma das três grandes faces norte dos Alpes com a do Cervin e das Grandes Jorasses.

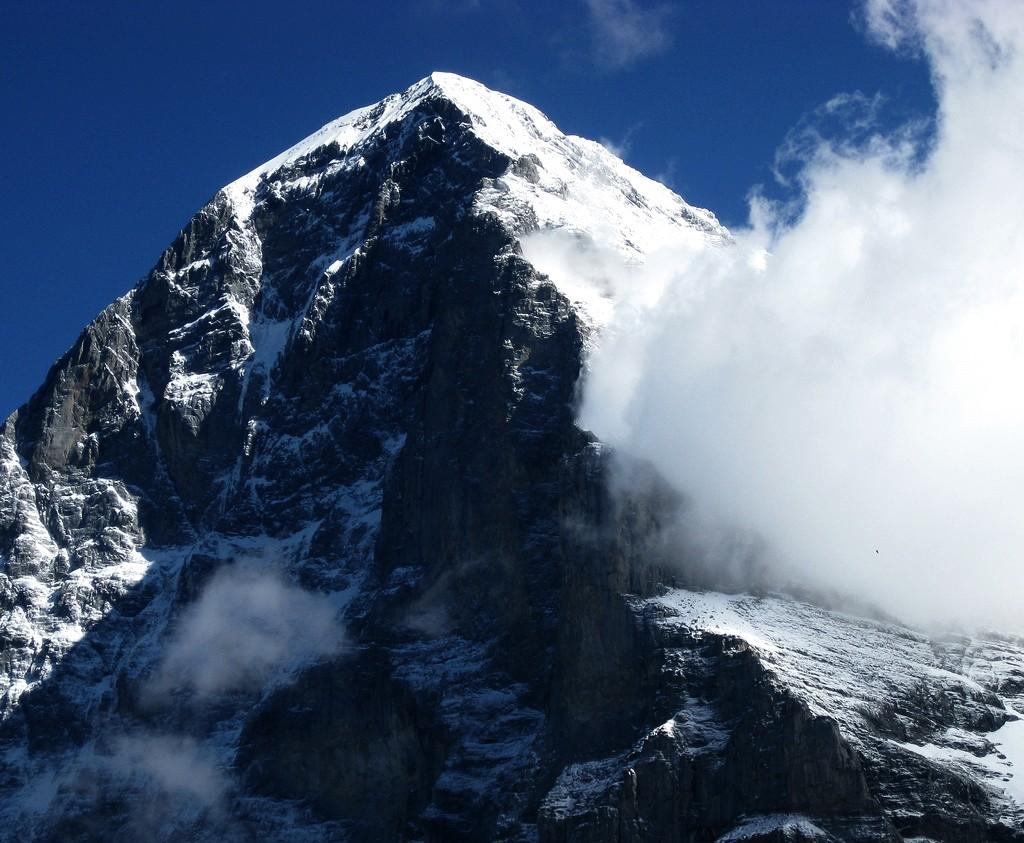
A face norte do Eiger

- Primeira ascensão: de 24 de Julho 1938 por Anderl Heckmair, Ludwig Vörg, Heinrich Harrer e Fritz Kasparek [1].
- Primeira invernal: em 1961 por Toni Hiebeler, Walter Almberger, Anderl Mannhard e Toni Kinshofer. A segunda invernal teve lugar em 1962 por uma cordée italiana com  Armando Aste como primeiro de cordada
- Primeira em solitário: 1963 pelo Suíço Michel Darbellay
- Diretíssima: em Março de 1966 feita pela Via Harlin por John Harlin, que morreu durante essa ascensão, Dougal Haston e Layton Kor
  - Primeira invernal desta via en 1970 por uma grande equipa japonesa com numerosas cordas fixas
  - Primeira invernal solitária a 16 de Janeiro de 1990 por Slavko Sveticic com a ajuda de inúmeras cordas fixas [2].
- Premeira invernal solitária : em 1978 por Tsuneo Hasegawa seguda no dia seguinte por Ivano Ghirardini

## As Vias

### Vias de 1932 a 1969
1- Via Lauper

2- Via Heckmair

3- Diretíssima Harlin

4- Pilar norte, via poloca

5- Pilar norte, via Messner

6- Diretíssima japonesa

### Vias de 1970 a 1988
```

```

7- Directa do pilar oeste

8- Via checa

9- Segunda via checa

10- Les Portes du Chaos

11- Westgrat (directa, 30.07.1980)

12- Nordverschneidung

13- Via Knez

14- Via Ochsner-Brunner

15- Dirétíssima idéale

16- Spit verdonesque édenté

17- Diretíssima Piola-Ghilini

18- Hiebeler-Gedächtnisweg

19- Via Slovène

20- Eigersanction

21- Gelber Engel

22- Löcherspiel

## Recordes
Todos os recordes de velocidade foram feitos pela via Heckmair (a no. 2)
Recorde de velocidade em:
- 1963- por Michel Darbellay em dois dias
- 2011- Daniel Arnold	em 2h 28 m

Recorde de velocidade de uma cordada
- 2011- Roger Schäli e Simon Gietl em 4 horas e 25 minutos